# Movimiento de acceso al conocimiento
El Movimiento de Acceso al Conocimiento (A2K) es un grupo de personas pertenecientes a sociedades civiles, el gobierno e independientes que convergen en la idea que el acceso al Conocimiento tiene que estar vinculado con los principios fundamentales de justicia, libertad, y desarrollo económico. 
A2K son las siglas del inglés Access to Knowledge (acceso al conocimiento), "denominación global por la que se conoce al movimiento que promueve el acceso público a los productos de la cultura y del aprendizaje humanos de forma más equitativa."
Por lo tanto, este movimiento se vincula con el contenido abierto (open content), que según el Open Knowledge Foundation (OKF) se define como cualquier contenido, información o datos que puedan ser usados, reutilizados o redistribuidos sin limitantes o restricciones de tipo legal, tecnológica o social.

## Historia
En el año 2003, en La Declaración de Berlín surge una importante exposición que refleja los objetivos del movimiento en relación con publicaciones académicas.
En octubre de 2004, en la Declaración de Ginebra sobre el futuro de la Organización Mundial de la Propiedad Intelectual, emerge un pedido de Brasil y Argentina para poner en agenda el desarrollo de una Organización de Propiedad Intelectual Mundial, siendo apoyado por centeneres de organizaciones.
Entre sus seguidores se destacaba la Fundación de Software Libre, quien declaró por una "Organización de la Riqueza Intelectual Mundial": Apoyando a la Declaración de Ginebra.
Una de las propuestas de la declaración consistía en: "pedir un Tratado de Acceso al Conocimiento y Tecnología. La Comisión permanente de Patentes, la Comisión permanente de Derechos de Autor y Derechos Afines debería solicitar las opiniones de los países miembros y la opinión del público sobre los elementos de un tratado de este tipo".
La plataforma elegida por A2K para dar lugar a las discusiones, fue crear una lista de correo con el mismo nombre del movimiento, comenzando con la discusión de la Declaración de Ginebra.
El A2K generó un borrador del tratado que más tarde produjo. El tratado propuesto está pretendido para aliviar la transferencia de conocimientos en naciones en desarrollo, y para asegurar la viabilidad de sistemas de innovación abierta en todo el mundo.

### Debate sobre derechos humanos
El acceso al conocimiento y las ciencias está protegido por el Artículo 27 de la Declaración Universal de Derechos Humanos. El artículo se basa en el derecho de acceso y protección de los intereses morales y materiales:

Art. 27

Toda persona tiene derecho a tomar parte libremente en la vida cultural de la comunidad, a gozar de las artes y a participar en el progreso científico y en los beneficios que de él resulten.

Toda persona tiene derecho a la protección de los intereses morales y materiales que le correspondan por razón de las producciones científicas, literarias o artísticas de que sea autora.
Los académicos del movimiento argumentan que “los intereses materiales” no son simplemente equivalentes a las disposiciones vigentes de propiedad intelectual,entre otras cosas porque estos derechos son vendibles y transferibles, y por lo tanto no son "irrenunciables". El derecho al acceso es finalmente la parte más importante del derecho. Los niveles actuales de protección de IP aparecen desqequilibrados del Artículo 27, según teóricos del movimiento:

... En un sentido muy real, los derechos son retardados derechos negados. Habiendo tenido acceso a las terapias de rehidratación oral y vacunas de segunda generación, tecnologías retrasadas durante veinte años, se habrían salvado tres millones de niños. Incluso en cuestiones menores de vida o muerte, trabaja una inmensa limitación en el ejercicio del derecho. Para las obras culturales, la situación es aún peor; la protección dura luego de la vida humana.

## Seguidores

### Conocimiento de Ecología Internacional
CP Tecnología (ahora Conocimiento de Ecología International) dice: "el movimiento A2K se preocupa por las leyes de copyright y otras regulaciones que afectan al conocimiento y los vuelve temas comprensibles para la sociedad, coloca dentro de las necesidades sociales y la plataforma política el acceso a bienes de conocimiento."

### Consumidores Internacionales
Muchos grupos diferentes refieren al movimiento A2K. Los Consumidores Internacionales es uno de ellos. Definen al movimiento como:
...en términos generales, un movimiento que tiene como objetivo crear accesos públicos más equitativos de los productos de la cultura y el aprendizaje. El objetivo último del movimiento es crear un mundo en el que las obras educativas y culturales sean accesibles a todos, y en el que los consumidores y los creadores participen por igual en un vibrante ecosistema de la innovación y la creatividad.

Estos objetivos son de interés para una amplia coalición de grupos de consumidores, organizaciones no gubernamentales, activistas, usuarios de Internet y otros. Sin embargo, para muchos de ellos, tratando de abordar las cuestiones implicadas en el movimiento A2K puede ser desalentador. Estos temas, incluyendo los derechos de autor y la reforma de la ley de patentes, licencias de contenido abierto, y los derechos de comunicación, a menudo implican conceptos legales y tecnológicos que incluso los especialistas encuentran difíciles.

## Otras lecturas
- Borrador del Tratado A2K
- Nuevo, William. "Acceso de Debate de los expertos a Conocimiento", Reloj de IP, Feb. 15, 2005. Abril accedido 23, 2007.
- "Convergencia de movimientos para luchar IPRs encima información", Seedling, 2005. Abril accedido 23, 2007.
- El A2K el plazo es también utilizado en literatura y discurso académicos. Bloomsbury Académico ha producido una serie en asuntos en Brasil, Egipto e India; mientras UCT la prensa ha publicado una visión general de los asuntos en África.[1][2][3][4]
- Una visión general académica de los asuntos puede ser encontrada en 'Acceso al Conocimiento en la Edad de Propiedad Intelectual', publicado en 2010.[5]

### Local
- A2K Brazil
- A2K Derechos Digitales (Chile) (español)
- Bibliotheca Alexandrina Es Un2K Portal (árabe/inglés)
- Acceso a conocimiento en Egipto

1. ↑  Ronaldo Lemos; Pedro Nicoletti Mizukami; Ronaldo Lemos; Bruno Magrani; Carlos Affonso Pereira de Souza (2010), Access to Knowledge in Brazil, Bloomsbury Academic |publication-date= y |fecha-publicación= redundantes (ayuda).
2. ↑  Lea Shaver; Nagla Rizk (2010), Access to Knowledge in Egypt, Bloomsbury Academic, ISBN 978-1-84966-008-2, 1849660085 |publication-date= y |fecha-publicación= redundantes (ayuda).
3. ↑  Lea Shaver; Ramesh Subramanian (2011), Access to Knowledge in India, Bloomsbury Academic, ISBN 978-1849665261, 1849665265 |publication-date= y |fecha-publicación= redundantes (ayuda).
4. ↑  Armstrong, Chris Dr (2010), Access to Knowledge in Africa, UCT Press |publication-date= y |fecha-publicación= redundantes (ayuda).
5. ↑  Gaelle Krikorian; Amy Kapczynski (2010), Access to Knowledge in the Age of Intellectual Property, MIT Press |publication-date= y |fecha-publicación= redundantes (ayuda).

- Datos: Q338990
- Multimedia: Open access (publishing) / Q338990